# Las cartas boca arriba
Las cartas boca arriba es una historieta española creada por Vázquez en 1988 para la revista Súper Mortadelo en donde el autor responde a las (ficticias) cartas de sus lectores.

## Trayectoria editorial
La serie se empezó a publicar en la revista Súper Mortadelo en 1988. Más tarde fueron recopiladas por ediciones Glénat en 1997 con el título Las cartas sobre la mesa y en 2010 dentro del álbum Lo peor de Vázquez.

## Argumento y personajes
La excusa argumental de la serie era que Vázquez recibía la carta de algún admirador, a la cual se apresuraba a contestar de forma diligente. El dibujante ejerce de narrador utilizando palabras e imágenes. Para estas historietas Vázquez utiliza su fama de moroso y caradura que ya en esta época estaba perfectamente definida gracias a series como Los cuentos de tío Vázquez y otras historietas también protagonizadas por él mismo (o su trasunto de papel) en revistas como El Papus o El Puro. Así, por ejemplo en una historieta en donde le preguntan si alguna vez le ha tocado dinero en la lotería, Vázquez cuenta una historia en la que reconoce que le tocó...pero que quemó el décimo al darse cuenta de que tendría que pagar a todos sus acreedores, algo que va contra sus principios. También había preguntas acerca de su actividad como historietista y otras en donde le preguntan por alguna actividad manual como hacer una tortilla o fabricar una mesa, cosa que Vázquez procederá a hacer demostrando su ineptitud en las materias.